# Ruzhdi Pulaha
Ruzhdi Pulaha (ur. 21 czerwca 1942 w Korczy) – albański dramaturg i scenarzysta.

## Życiorys
W 1965 ukończył studia z zakresu literatury albańskiej na Uniwersytecie Tirańskim. Po studiach pracował w Radiu Tirana do roku 1975. Poddany krytyce za niewłaściwe poglądy został usunięty z radia i wyjechał do Pogradecu. Pracował tam jako nauczyciel, a następnie jako pracownik Domu Kultury. Po czterech latach zesłania w 1979 wrócił do Tirany, gdzie objął stanowisko kierownika literackiego przy Teatrze Ludowym (alb. Teatri Popullor). W zespole tym pracował do 1986.
W 1989 napisał dramat Shkallët (Schody), który wystawiony w 1990 przez Gëzima Kame w Teatrze Narodowym stał się symbolem początku transformacji ustrojowej w Albanii. W 1990 Pulaha związał się ze środowiskiem opozycji demokratycznej. W wyborach do parlamentu w 1992 uzyskał mandat deputowanego z listy Socjaldemokratycznej Partii Albanii. W parlamencie kierował komisją kultury i edukacji. Działał w parlamencie do 1996, potem wycofał się z życia politycznego.
Napisał sześć scenariuszy do filmów fabularnych, wśród nich do jednej z najbardziej znanych komedii albańskich – Pani z miasta. W 1991 przygotował scenariusz powieści radiowej Ulica, przy której rosną pinie (alb. Rruga me pishe). W latach 2001–2002 był scenarzystą pierwszej telenoweli albańskiej Njerëz dhe fate (Ludzie i losy).

## Proza
- 1968: Ndodhi të ditës (opowiadania)
- 1970: Zjarret e Shkurtit (powieść)
- 1971: Një vajzë në vagonin tonë (opowiadania)
- 1975: Nusja e Humbëtirës
- 1975: Rruga "Budi" 723 (powieść)
- 1976: Zonja nga qyteti
- 1981: Komunisti: dramë
- 1981: Furnalta. Maro Mokra. Doktori pacient. Djemtë e Bato Gorës

## Scenariusze filmowe
- 1976: Zonja nga qyteti
- 1978: Dollia e dasmes sime
- 1980: Shoqja nga fshati
- 1981: Si gjithe te tjeret
- 1986: Rrethimi i vogel
- 2002: Njerëz dhe Fate
- 2004: Ishte koha per dashuri
- 2014: Amaneti